# Menhir von Rhaunen
Der Menhir von Rhaunen (auch als Königstein, Heidenstein, Hinkelstein oder Runenstein bezeichnet) ist ein Menhir bei Rhaunen im Landkreis Birkenfeld in Rheinland-Pfalz.

## Lage und Beschreibung
Der Menhir befindet sich am westlichen Ortsausgang von Rhaunen an der Straße nach Stipshausen und liegt dort an einem nach Osten abfallenden Hang. In den 1960er Jahren wurde am Stein eine Grabung durchgeführt, bei der allerdings keine Funde gemacht wurden.
Der Menhir besteht aus Quarz und hat eine stark zerklüftete Oberfläche. Er hat eine Höhe von 170 cm, eine Breite von 90 cm und eine Tiefe von 60 cm. Er verjüngt sich nach oben und endet in einer abgestumpften Spitze.

## Der Menhir in regionalen Sagen
Um den Königstein ranken sich zwei Sagen. Laut der ersten soll sich unter dem Stein das Grab eines Königs befinden, in dem auch ein Schatz aus Gold und Silber liegt. Eine andere besagt, dass Kinder, die vom Heidelbeeren Sammeln kamen, einige Beeren auf dem Stein ablegten, um durch dieses Opfer vom Hinfallen und Verschütten der gesammelten Beeren geschützt zu sein.